# 賴特施泰因山
47°35′3″N 11°40′40″E / 47.58417°N 11.67778°E

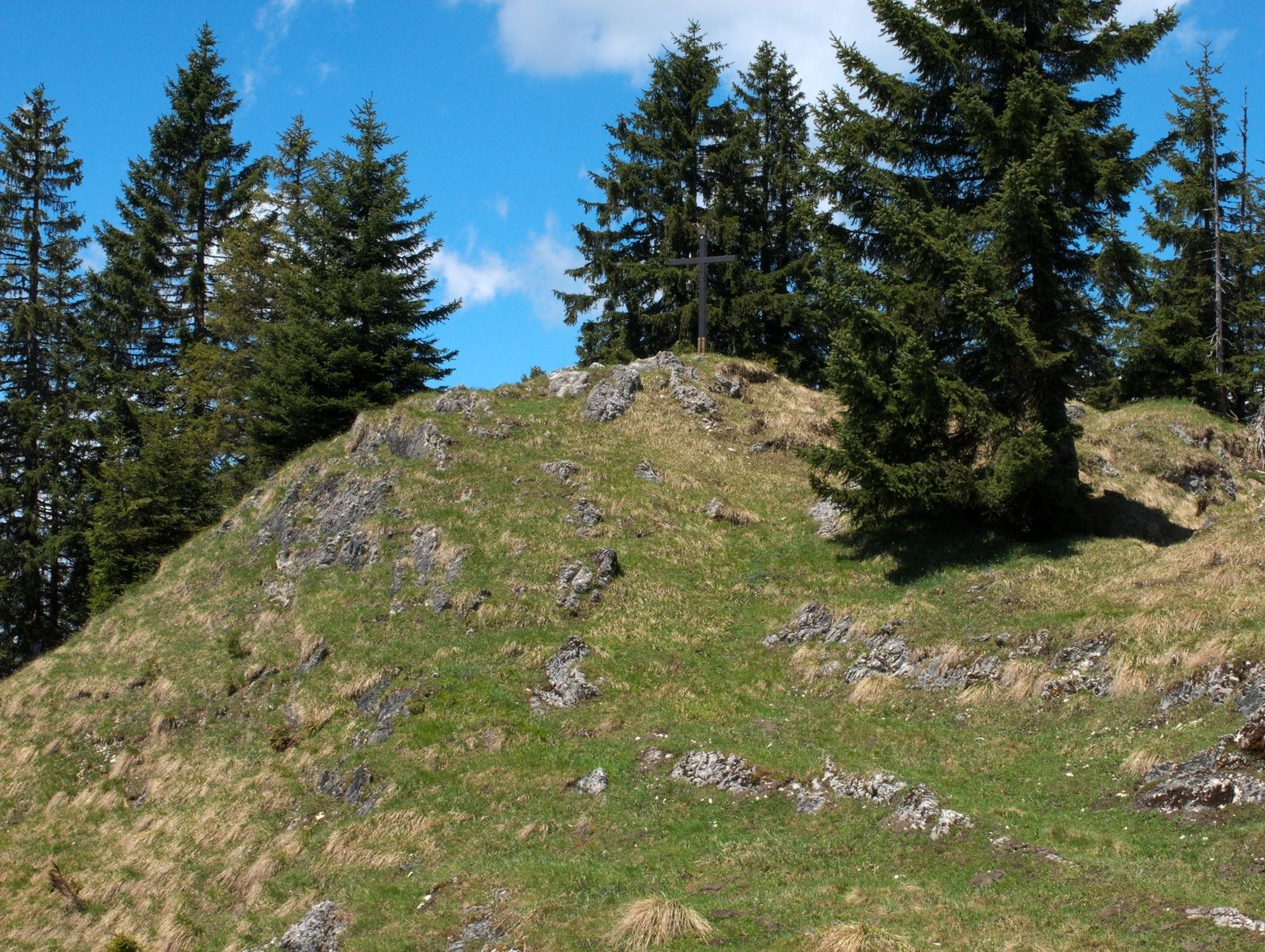

賴特施泰因山（德語：Reitstein），是中歐的山峰，位於奧地利和德國接壤的邊境，屬於芒法爾山脈的一部分，距離普拉特內克山1.4公里，海拔高度1,516米。